# Alexander Sharpeigh
Alexander Sharpeigh (fl. 1607-1613), fue un comerciante y marino inglés que pasó a la posteridad por su desempeño como capitán y jefe del cuarto viaje separado de la Compañía de las Indias Orientales a la India en 1608.

## Antecedentes
Sharpeigh parece haber sido en los primeros años del siglo XVII, agente de la Compañía de Levante en Constantinopla donde probablemente adquirió algunos conocimientos de la lengua árabe.
A principios de 1608 fue designado por la Compañía de las Indias Orientales comandante de su nave Ascensión y jefe del Cuarto Viaje separado a las Indias Orientales. Este viaje estuvo integrado por la nave Ascension bajo el mando de Sharpeigh y por la Union bajo el mando del capitán Richard Rowles.

## Capitán y agente de la Compañía de las Indias Orientales
Antes de todo es necesario precisar que el conocimiento de marinería era sólo una parte de las condiciones requeridas para desempeñar el puesto de capitán de un velero en esa época, ya que la responsabilidad de la navegación del buque, derrota, no recaía en el capitán, sino que en el master u oficial de navegación o piloto quien debía conducir y situar la nave en las cartas de navegación, ayudado por sus pilotines. La Compañía de las Indias Orientales en 1614 describió el ideal de un "general" como "parcialmente un navegante, parcialmente un comerciante (con conocimientos de como cargar un barco), y parcialmente un hombre de estilo y buen sentido." 

### Cuarto viaje separado (1608-1609)
Sharpeigh fue nombrado comandante del Ascension y comandante en jefe de la expedición que estaba integrada además de su nave por la Union bajo el mando de Richard Rowles.
Para este viaje se recolectaron ₤33.000 provistas por 56 suscriptores con parte del cual se adquirieron las naves nombradas. La Union era una nave nueva de 400 toneladas de carga y la Ascension, de 260 toneladas, había tomado parte en los dos primeros viajes de la Compañía.
Sharpeigh llevaba como oficial de navegación, master, a Philip Grove o De Grave un flamenco que había sido segundo piloto en el primer viaje y navegante del Dragon en el segundo viaje. Este fue un desafortunado nombramiento porque De Grave era borracho y porfiado; la pérdida posterior del buque fue directamente debida a su imprudencia.
Las instrucciones eran recalar en Surat, India y si ello no era posible continuar a Bantén, Java, y regresar a Inglaterra con carga. La expedición zarpó de Woolwich el 14 de marzo de 1608 dejando las aguas inglesas a comienzos de abril. Recalaron en las islas Canarias donde hicieron aguada y embarcaron unos cuantos toneles con vino. Continuaron a la isla Mayo de Cabo Verde donde embarcaron algunas cabras. El 9 de junio sobrepasaron una carraca portuguesa y un mes después estuvieron al habla con una pinaza portuguesa que se dirigía a la India
Como la Union estaba escasa de agua y su tripulación padecía de escorbuto, Sharpeigh decidió recalar en el Cabo y el 14 de julio ambas naves fondearon en Table Bay. Quedaron impresionados por las ventajas que ofrecía el lugar para instalar una colonia. Poseía abundante agua, madera, espacio y una bahía protegida. Esta apreciación coincidía con lo informado por anteriores navegantes a la Compañía, si estos hubieran sido tomados en cuenta la historia de Sud África habría sido otra. Las naves permanecieron más de dos meses en Table Bay, principalmente porque construyeron una pinaza grande y fuerte para soportar esos mares. Una vez terminada fue bautizada como Good Hope en recuerdo del lugar de construcción. El 19 de septiembre zarparon las tres embarcaciones, pero al atardecer del día siguiente una fuerte tormenta las separó. Con la pinaza se reencontrarían en Adén en ocho meses más pero de la Union nunca más tuvieron noticia.
El 25 de noviembre el Ascension fondeó en una bahía de la isla principal del grupo Comoros donde estuvieron pocos días. Luego recalaron en Pemba, Mozambique; los nativos inicialmente pacíficos y amigables, a los pocos días atacaron a los marinos en la aguada, mataron a uno, otro fue herido y el tercero hecho prisionero y entregado a los portugueses. Sharpeigh continuó el viaje y en la noche encallaron en un banco de arena del cual afortunadamente pudieron zafarse con la ayuda de la marea y del viento. Al día siguiente se encontraron con tres naves que iban de Mombasa a Pemba, las detuvieron y 40 hombres trasladados al Ascension para ser interrogados. Se les contó del ataque de los marineros en la aguada y cuando el oficial de navegación intentó desarmar a uno, el resto sacó sus cuchillos y atacaron los marineros que estaban cerca hiriendo a algunos, pero finalmente fueron reducidos por la tripulación que mató a varios y otros se lanzaron por la borda. Dos las naves fueron capturadas y revisadas, la tercera escapó.
No pudieron avanzar mucho por el monzón del NE y el 19 de enero de 1609 recalaron en un grupo de islas conocidas luego como las Seychelles y hasta esa fecha nunca visitadas al parecer por naves inglesas. Estaban deshabitadas. Estuvieron ahí diez días felices con agua fresca, peces, aves de caza y abundantes frutas de todas clases. Un marinero dijo de ellas: "estas islas parecen el paraíso en la tierra." 
El 30 de marzo fondearon en una bahía del lado oeste de la isla Socotra donde se encontraron con una nave de Gujarat que iba rumbo al Mar Rojo, el capitán no quiso detenerse pero Sharpeigh decidió seguirle agua guiándose por ella en esos mares desconocidos para él y así el 7 de abril fondearon a la vista de la fortaleza de Adén. Fue el primer buque inglés en visitar este puerto que sería en el futuro un importante puesto de avanzada del Imperio Británico en India. Estaba en poder de los turcos y era un lugar de intercambio de las mercaderías que venían de la India hacia Europa y de otras que venían por mar desde Suez hacia el oriente. En esa época el puerto de Mocha estaba lentamente tomando preponderancia sobre Adén comercialmente.
El gobernador de Adén vio en la nave de Sharpeigh y su cargamento una presa fácil por lo que lo recibió con entusiasmo pero no pudo hacerse de él. El 26 de mayo el Ascension zarpó hacia Mocha donde vendió parte de su cargamento y junto con su pinaza, el Good Hope, que había arribado recién zarparon el 26 de julio hacia la India. El 8 de agosto fondearon en Socotra para hacer agua. Luego continuaron navegando hacia el este llegando cerca de Mahuva, India, el 30 de agosto de 1609.
Estuvieron tres días en Mahuva donde les advirtieron de los serios peligros que presentaba la navegación del golfo de Cambay por lo que le recomendaban tomar un práctico que los llevaría a través de los bajos hasta Surat. El oficial de navegación desechó la proposición y Sharpeigh aceptó navegar sin práctico. Zarparon el 2 de septiembre de 1609 y esa misma tarde se vararon en un banco de arena perdiendo el timón. Fondearon, pero al día siguiente la corriente los llevó sobre otro bajo y comenzaron a hacer agua y como no había posibilidad de controlarla decidió abandonar la nave.
Ocuparon los dos botes que tenían a bordo. Estaban a 15 leguas, 72 kilómetros, de la costa. Afortunadamente había buen tiempo por lo que llegaron a la boca del río Ambika. Diez días antes la pinaza Good Hope había varado en el mismo lugar, fue abandonada y la tripulación llegó por tierra a Surat.
Sharpeigh y su tripulación fueron tratados muy bien por los nativos. Fueron guiados río arriba hasta el pueblo de Gandevi donde el gobernador local los recibió muy bien, les dio víveres y luego de un corto descanso los encaminó hacia Surat. Dos días después llegaron a Surat siendo recibidos por William Finch, un agente de la Compañía de las Indias Orientales residente en la ciudad, que lamentablemente no había podido obtener la autorización del gobernador para que pudieran entrar a la ciudad y recibirlos por temor a las represalias de los portugueses,

### Permanencia en la India (1609-1611)
Sharpeigh en las afueras de Surat disolvió a su tripulación y él con unos pocos se dirigió a Agra para tomar contacto con William Hawkins y tratar de entrevistarse con el emperado Jahangir, en el camino estuvo enfermo en Burhanpur.
Poco se sabe de su permanencia en Agra. En julio de 1611 al tener conocimiento que una flota de la Compañía había llegado al Mar Rojo y que se dirigía a Surat, se despidió del emperador y se dirigió a Surat pasando por Ajmer, Jodhpur y Ahmadabad donde el gobernador le informó que las naves inglesas había recalado en Surat y preguntado por él.
Efectivamente el capitán Henry Middleton había llegado a Surat el 26 de septiembre de 1611 pero sin poder acercarse al puerto ya que la desembocadura del río Tapti estaba bloqueada por un escuadrón de fragatas ligeras portuguesas. Sharpeigh arribó a Surat el 24 de octubre pudo embarcarse en el Trades Increase de Middleton.

### Agente de la factoría de Bantén 1613
Parece que en 1613 fue agente de la Compañía de las Indias Orientales en Bantén, pero esta información es vaga.